# Parotis bracata
Parotis bracata is een vlinder uit de familie van de grasmotten (Crambidae), uit de onderfamilie van de Spilomelinae. De wetenschappelijke naam van deze soort is voor het eerst voorgesteld als Enchocnemidia bracata door Eduard Hering in een publicatie uit 1901.
De soort komt voor in Indonesië (Sumatra).